# أفشين بيرواني
أفشين بيرواني مواليد 6 فبراير 1970 في شيراز، هو لاعب كرة قدم إيراني دولي سابق كان يلعب كمدافع. اعتزل اللعب عام 2005 مع نادي بيكان. سبق له أن لعب في كأس العالم لكرة القدم مع منتخب بلاده. بدأ مسيرته الرياضية عام 1987 مع نادي برق شيراز.

## المسيرة الاحترافية

### أندية لعب لها
- نادي برق شيراز
- نادي بانك تجارت
- نادي برسبوليس
- نادي بيكان

## روابط خارجية
- أفشين بيرواني على موقع الاتحاد الدولي (مؤرشف)  (الإنجليزية)
- أفشين بيرواني على موقع قاعدة بيانات كرة القدم.إي يو (الإنجليزية)
- أفشين بيرواني على موقع ناشيونال فوتبول تيمز (الإنجليزية)
- أفشين بيرواني على موقع Soccerbase.com (لاعب) (الإنجليزية)